# Estela (botánica)

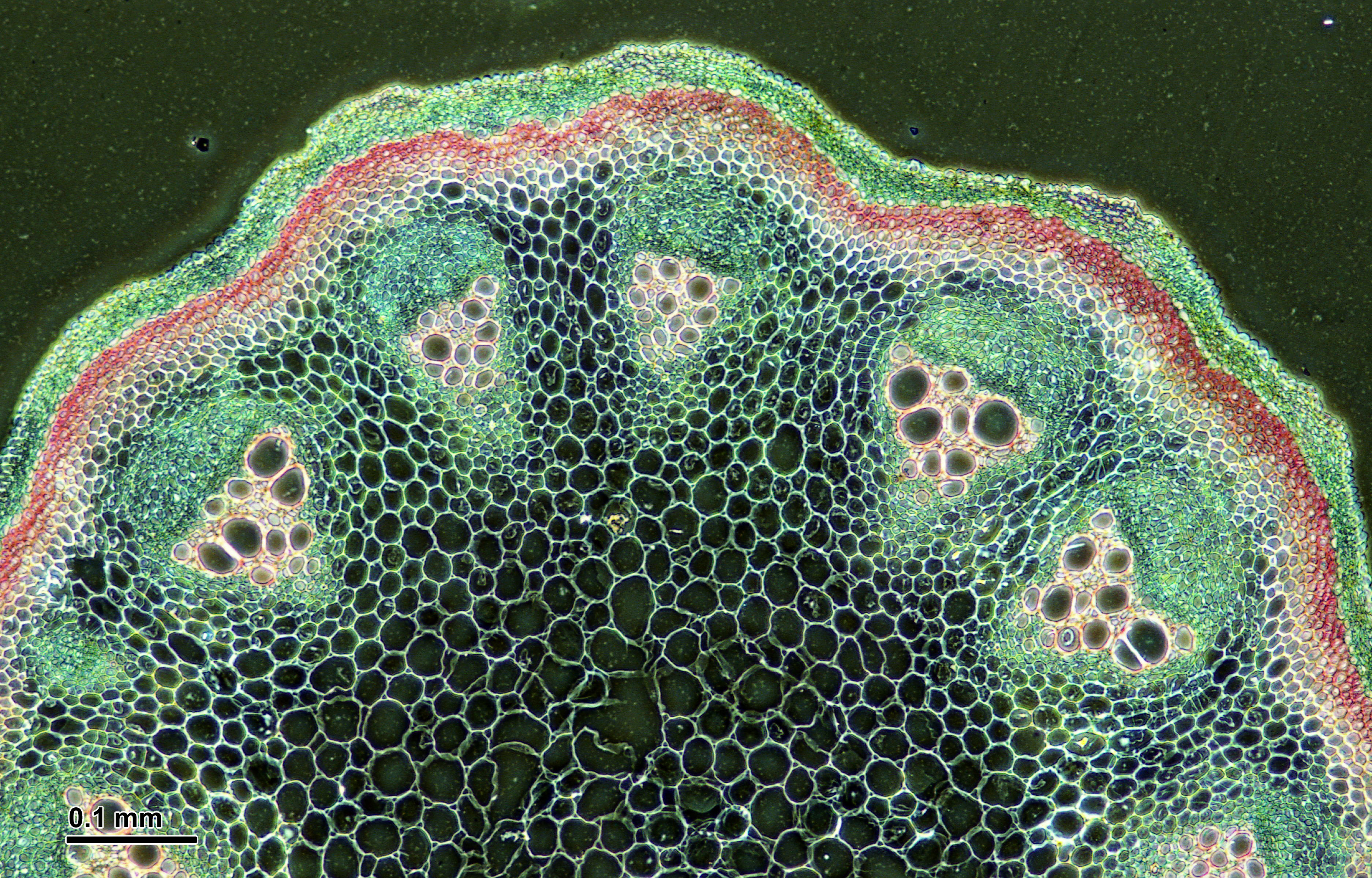
Corte transversal del tallo de una planta del género Aristolochia

En botánica, estela es el nombre dado al patrón que presentan los haces vasculares en el corte transversal del tallo, raíz o pecíolo de las plantas. Cuando no se especifica, se asume que la estela de la que se está hablando es la del tallo.
Puede observarse un tipo de estela durante el crecimiento primario y uno diferente durante el crecimiento secundario (por cámbium) que es lo que pasa en el tallo de la mayoría de las espermatofitas, o puede haber solo crecimiento primario y entonces mantenerse la misma estela a lo largo de toda la vida de la planta, que es lo que pasa en el tallo de las monilofitas o helechos en sentido amplio.
En los diferentes grupos de cormófitos la estela se ha formado de manera muy diferente y presenta una especial variabilidad en los pteridófitos. Ya en el siglo XIX se estableció una clasificación tipológica que más tarde pudo interpretarse desde un punto de vista evolutivo y se propuso un origen  filogenético común para todos los tipos de estela que se describieron.

## Algunos tipos de estela
En la mayoría de las espermatofitas(es decir, en gimnospermas y eudicotiledóneas), salvo en monocotiledóneas, durante el crecimiento primario aparece en el tallo una estela llamada eustela, que consiste en tener los haces vasculares de xilema y floema ordenados en un anillo alrededor de la médula, estando el anillo dividido por radios medulares en varios haces aparentemente independientes. En el anillo se encuentra el cámbium que es tejido meristemático que dará comienzo al crecimiento secundario de la planta. 
En cambio en monocotiledóneas, la estela del tallo es una atactostela, esto es, los haces vasculares están dispersos por toda la superficie de la estela y no forman ningún patrón aparente. No poseen cámbium (si lo poseen es anómalo). 
En helechos en sentido amplio (taxón Monilophyta) hay una gran diversidad de estelas en el tallo, siendo quizás la más común la dictiostela, que consiste en un sistema reticulado formado por haces foliares concéntricos con una vaina hística envolvente. La estela del tallo de los helechos tiene valor taxonómico.
En las raíces la estela encontrada es la actinostela, disposición alterna y radiada del xilema y floema adoptando forma
estrellada.
- Datos: Q11827976